# The Awakening (álbum de Merciless)
The Awakening  es el álbum debut de la banda sueca de Death metal, Merciless. El álbum original fue grabado en el verano de 1989, pero lanzado por Deathlike Silence Productions en febrero de 1990, y reeditado en 1999 por Osmose Productions con cuatro bonus tracks en vivo. Estos temas fueron grabados en vivo en Upsala , Suecia, el 7 de diciembre de 1990.

## Lista de canciones
1. "Pure Hate"  – 3:28
2. "Souls of the Dead" – 2:59
3. "The Awakening" – 3:11
4. "Dreadful Fate" – 2:47
5. "Realm of the Dark" – 3:52
6. "Dying World" – 4:18
7. "Bestial Death" – 2:26
8. "Denied Birth" – 4:01

### Pistas adicionales
1. "Bestial Death" (Live) – 2:20
2. "The Awakening "(Live) – 3:10
3. "Nuclear Attack" (Live) – 2:27
4. "Pure Hate" (Live) – 3:10

## Créditos
- Roger "Rogga" Pettersson - Voces (1988-)
- Erik Wallin - Guitarras (1986-)
- Fredrik Karlén - Bajo (1986)
- Stefan "Stipen" Carlsson - batería (1986-1992)

- Datos: Q2479511